# Tiffany Fallon
Tiffany Fallon (Fort Lauderdale, Florida, 1 de mayo de 1974) fue playmate de la revista Playboy en diciembre de 2004. Antes había sido elegida Miss Georgia 2001 y quedó tercera en el posterior concurso de elección de Miss Estados Unidos.
Tras ser elegida playmate del año recibió 100.000 dólares estadounidenses y un Chevrolet Corvette de color azul. Su elección, con 31 años, la ha convertido en la 2ª playmate de más edad en ser nombrada playmate del año.
Por sus venas corre sangre indígena norteamericana e irlandesa. Está casada con Joe Don Rooney, miembro del grupo country Rascal Flatts.
En 2008 apareció en el reality show: El aprendiz celebridades, resultando ser la primera eliminada en el show.